# Priscatoides tatila
Priscatoides tatila – gatunek chrząszcza z rodziny kózkowatych i podrodziny zgrzypikowych. Jedyny przedstawiciel rodzaju Priscatoides.

## Zasięg występowania
Gatunek ten występuje w Ameryce Południowej, notowany w północnej Brazylii (stan Pará) oraz Boliwii (departament Santa Cruz).